# Prix Acfas André-Laurendeau
Pour un article plus général, voir Association francophone pour le savoir.
Le Prix Acfas André-Laurendeau est une distinction remise au sein de la francophonie canadienne par l'Acfas. Il est destiné à une personne travaillant dans le domaine des sciences humaines. Il a été créé en 1986 en l'honneur d'André Laurendeau, grand éditorialiste et humaniste.

## Lauréates et lauréats
- 1986 - Laurent Santerre, linguistique, Université de Montréal
- 1987 - Laurent Mailhot, littératures de langue française, Université de Montréal
- 1988 - Fernande Saint-Martin, histoire de l'art, Université du Québec à Montréal
- 1989 - Jean-Jacques Nattiez, musicologie, Université de Montréal
- 1990 - Paul-Hubert Poirier, théologie et sciences religieuses, Université Laval
- 1991 - Andrée Lajoie, droit, Université de Montréal
- 1992 - François Duchesneau, philosophie, Université de Montréal
- 1993 - Paul-André Linteau, histoire, Université du Québec à Montréal
- 1994 - Claire Lefebvre, linguistique, Université du Québec à Montréal
- 1995 - Louise Marcil, philosophie, Université de Montréal
- 1996 - Marc Angenot, langue et littérature françaises, Université McGill
- 1997 - Igor Mel'čuk, linguistique et traduction, Université de Montréal
- 1998 - Richard Bodéüs, philosophie, Université de Montréal
- 1999 - Josiane Boulad-Ayoub, philosophie, Université du Québec à Montréal
- 2000 - Bernard Beugnot, études françaises, Université de Montréal
- 2001 - Raymond Lemieux, sociologie des religions, Université Laval
- 2002 - Paul Villeneuve, aménagement, Université Laval
- 2003 - Stéphane Vachon, études françaises, Université de Montréal
- 2004 - Yvan Lamonde, histoire des idées, Université McGill[1]
- 2005 - François Ricard, littérature, Université McGill
- 2006 - Daniel Weinstock, philosophie, Université de Montréal
- 2007 - Lise Gauvin, littératures de langue française, Université de Montréal[2] et François-Marc Gagnon, histoire de l'art, Université Concordia[3] (ex æquo)
- 2008 - Robin Yates, histoire et études sud-asiatiques, Université McGill
- 2009 - Claude Panaccio, philosophie, Université du Québec à Montréal
- 2010 - Sherry Simon, traductologie et études culturelles, Université Concordia
- 2011 - Benoît Melançon, littérature française, Université de Montréal
- 2012 - Jean Grondin, philosophie, Université de Montréal
- 2013 - Lori Saint-Martin, études littéraires, Université du Québec à Montréal
- 2014 - André Gaudreault, cinéma, Université de Montréal
- 2015 - Joanne Burgess, histoire, Université du Québec à Montréal[4]
- 2016 - Anna Maria Di Sciullo, linguistique, Université du Québec à Montréal[5]
- 2017 - Isabelle Daunais, littératures de langue française, Université McGill[6],[7]
- 2018 - Jocelyn Létourneau, histoire, Université Laval[8]
- 2019 - Shana Poplack, sociolinguistique, Université d'Ottawa[9]
- 2020 - Monique C. Cormier, linguistique et traduction, Université de Montréal[10]
- 2021 - Michel Biron, littératures de langue française, Université McGill[11]
- 2022 - Laurier Turgeon, ethnologie et histoire, Université Laval[12]
- 2023 - Jean-Marc Narbonne, philosophie, Université Laval
- 2024 - Yolande Cohen, histoire, Université du Québec à Montréal